# Charlotte Sutherland
Charlotte Sutherland (Albury, 26 de junio de 1991) es una deportista australiana que compitió en remo.
Ganó una medalla de bronce en el Campeonato Mundial de Remo de 2013, en la prueba de cuatro sin timonel. Participó en los Juegos Olímpicos de Río de Janeiro 2016, ocupando el séptimo lugar en la prueba de ocho con timonel.

## Palmarés internacional
| Campeonato Mundial | Campeonato Mundial      | Campeonato Mundial | Campeonato Mundial |
| Año                | Lugar                   | Medalla            | Prueba             |
| ------------------ | ----------------------- | ------------------ | ------------------ |
| 2013               | Chungju (Corea del Sur) | Medalla de bronce  | Cuatro sin timonel |